# Enquête (émission de télévision)
Pour les articles homonymes, voir Enquête.
Enquête est une émission de télévision canadienne de journalisme d'enquête animée par Marie-Maude Denis et diffusée depuis 2007 sur la ICI Radio-Canada Télé et sur ICI RDI. Avec la journaliste Isabelle Richer, elles ont succédé à Alain Gravel en 2015.

## Journalistes
- Marie-Maude Denis
- Isabelle Richer
- Luc Chartrand
- Josée Dupuis
- Julie Dufresne
- Johanne Faucher
- Sylvie Fournier
- Chantal Lavigne
- Maude Montembault
- Brigitte Noël
- Anne Panasuk
- Gaétan Pouliot
- Michel Rochon
- Madeleine Roy
- Pascale Turbide
- Frédéric Zalac

Journalistes à la recherche
- Daniel Tremblay
- Chantal Cauchy
- Benoît Michaud

## Thèmes

### Corruption dans le milieu de la construction
Depuis 2008, l'émission diffuse plusieurs reportages présentant des cas de corruptions et d'évasion fiscale dans le domaine de la construction au Québec. Ces reportages ciblent plusieurs intervenants du milieu tels la Fédération des travailleurs du Québec (et, plus particulièrement, la FTQ-Construction) ainsi que des membres du crime organisé québécois,.
À la suite de cette série de reportages, plusieurs procédures judiciaires sont intentées contre les journalistes de l'émission afin, entre autres, de les empêcher d'exposer publiquement certaines parties de leur enquête ou pour les punir de nuire à la réputation d'autrui. Ainsi, par exemple, à la suite de la diffusion de l'émission Enquête du 24 septembre 2009, l'homme d'affaires Tony Accurso poursuit pour diffamation la Société Radio-Canada et Alain Gravel le 23 octobre 2009. Il réclame un total de 2 500 000 dollars canadiens pour atteinte à sa réputation et pour le non-respect de sa vie privée.

En 2025, ils rencontrent Paul Mukendi après sa fuite.